# Шуазёль (провинция)
Шуазёль (англ. Choiseul) — одна из провинций (единица административно-территориального деления) Соломоновых Островов. Включает в себя остров Шуазёль и три сравнительно небольших острова (Таро, Вагена и Роб-Рой). Площадь — 3837 км², население 26 372 человек (2009). Административный центр — остров Таро.